# Isla oriental de las Querquenes
Chergui (en árabe: جزيرة شرقي) es la mayor de las islas Querquenes en la costa norte del país africano de Túnez. El nombre significa "Oriental" en lengua árabe. La ciudad principal es Remla. La isla tiene una superficie de 110 km². Se llama así en contraste con la segunda isla más grande del grupo, Garbi, que significa "occidental" en árabe.